# Pablo Piatti
Pablo Daniel Piatti född 31 mars 1989 i La Carlota, Argentina, är en argentinsk fotbollsspelare som spelar för Estudiantes.
Han har sedan han var liten kallats för Plomero (som betyder rörmokare), eftersom han som liten ville bli just rörmokare.

## Klubbkarriär
Piatti har spelat för det argentinska klubblaget Estudiantes. Därefter spelade han för det spanska laget UD Almería som degraderades till den spanska andradivisionen. Piatti skrev inför säsongen 2011/2012 på för Valencia.
Den 6 mars 2021 värvades Piatti av Elche, där han skrev på ett kontrakt över resten av säsongen. Den 14 juni 2022 blev Piatti klar för en återkomst i Estudiantes, där han skrev på ett tvåårskontrakt.

## Landslagskarriär
Som 18-åring spelade han i U20-VM 2007, och det var där talangscouterna fick upp ögonen för honom. Piatti och det argentinska U20-laget slutade som mästare i turneringen.